# Jan Victors

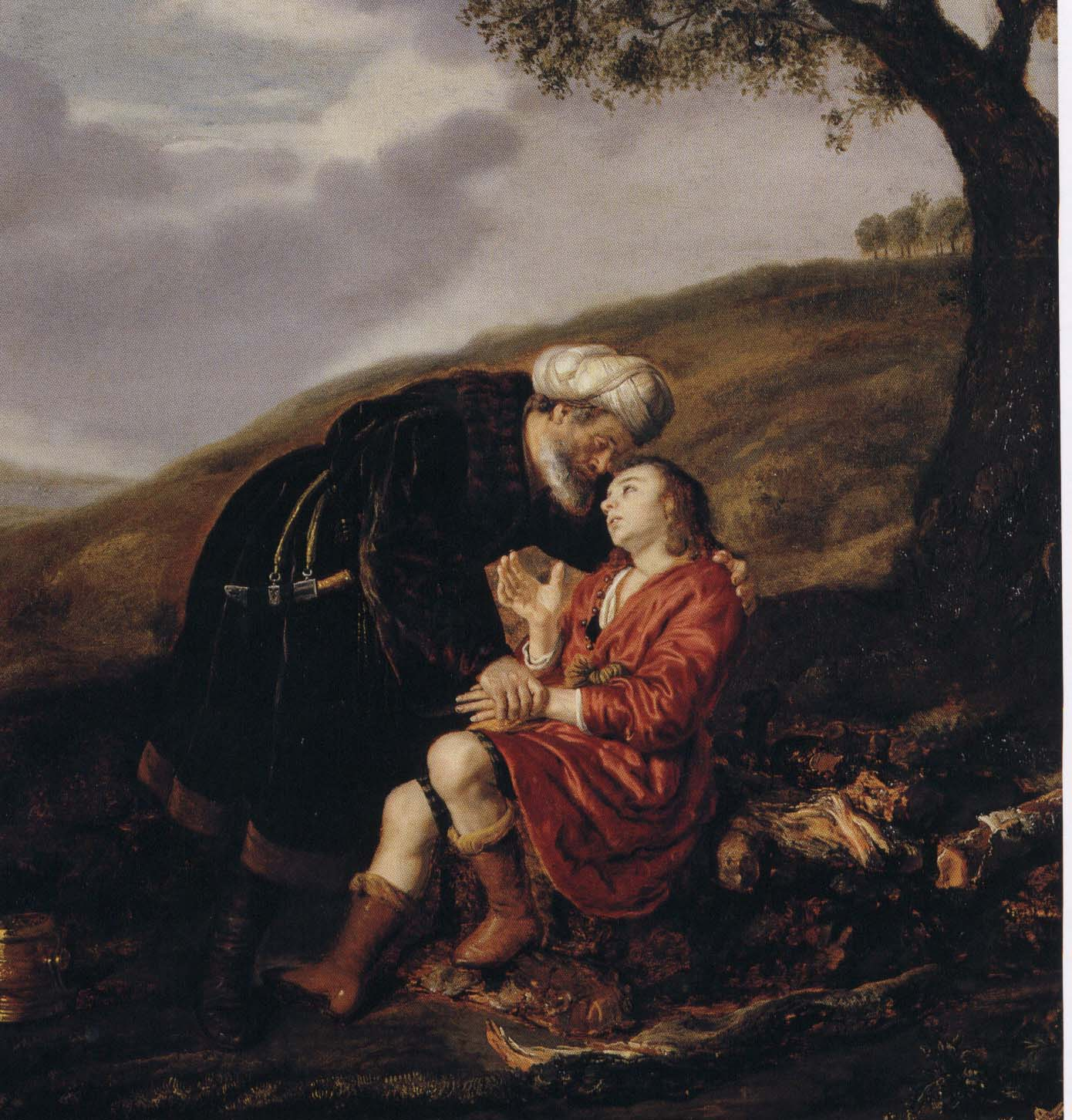
Jan Victors: Abraham i Izaak przed złożeniem ofiary (1642)

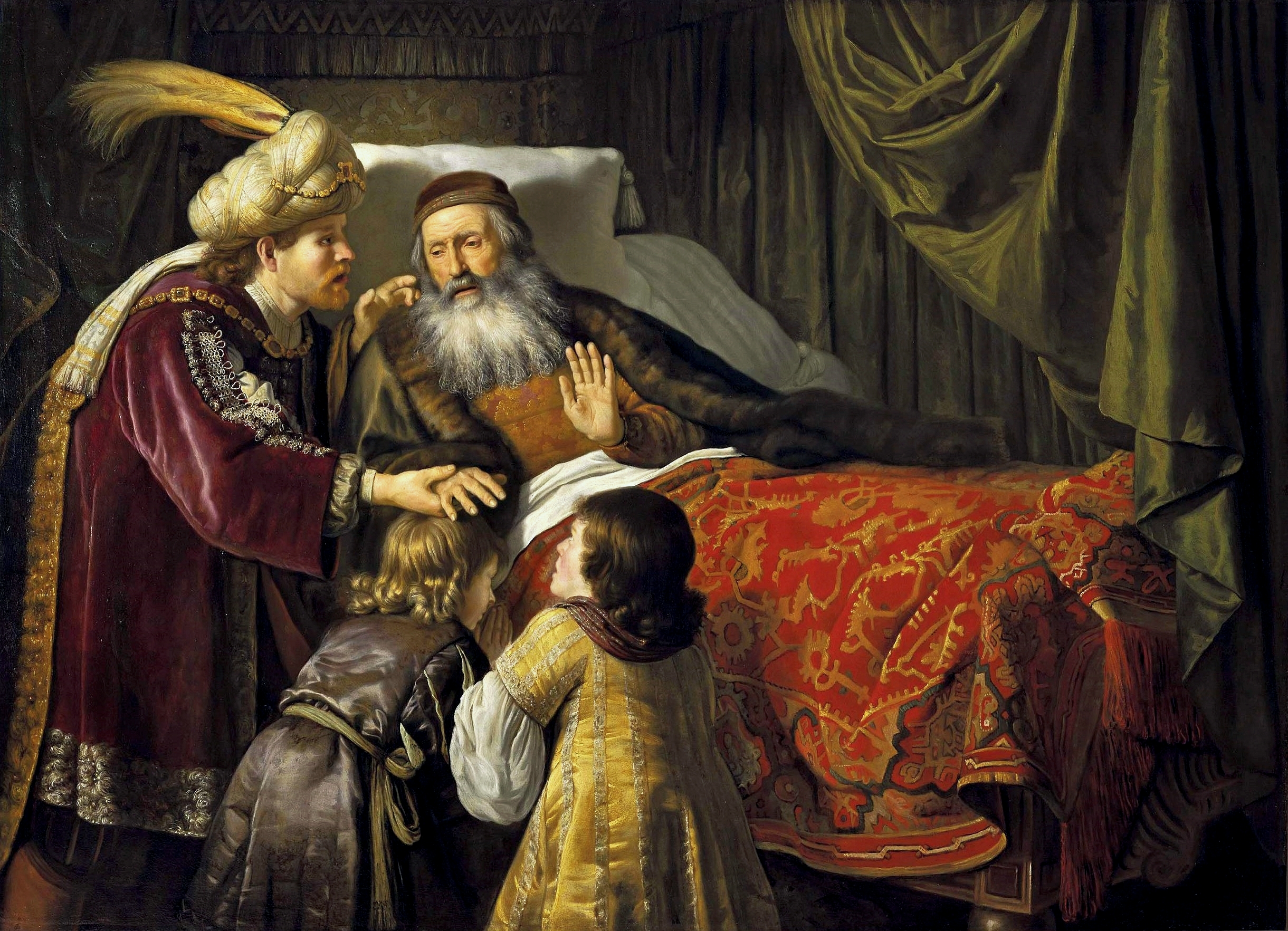
Jan Victors: Błogosławieństwo Jakuba (ok. 1650)

Jan Victors (ur. przed 13 czerwca 1619 (data chrztu) w Amsterdamie, zm. po 1676 w Indiach Wschodnich) – holenderski malarz i rysownik okresu baroku.
Pochodził z rodziny stolarzy. Jego przyrodni brat Jacobus Victors był malarzem ptaków. W II poł. lat 30. XVII w. studiował u Rembrandta. Jego twórczość wykazuje też wpływy Pietera Lastmana i Claesa Cornelisa Moeyaerta. W 1676 zaciągnął się na statek płynący do Indii Wschodnich jako pielęgniarz i świecki kaznodzieja. 
Malował głównie rzadko przedstawiane w sztuce epizody ze Starego Testamentu w stylu Rembrandta oraz portrety i sceny rodzajowe. Był protestantem, nigdy więc nie przedstawiał osoby Boga Ojca i Chrystusa.

## Wybrane dzieła
- Abraham i trzej aniołowie (1630-40) – St. Petersburg, Ermitaż,
- Anna przekazuje swego syna Samuela kapłanowi Helemu – Berlin, Gemäldegalerie,
- Błogosławieństwo Jakuba (ok. 1650) – Warszawa, Muzeum Narodowe,
- Dentysta (1654) – Amsterdam, Historisch Museum,
- Ezaw sprzedający starszeństwo za miskę soczewicy (1653) - Warszawa, Pałac Na Wyspie,
- Jakub szukający przebaczenia Ezawa (1652) – Indianapolis, Museum of Art,
- Jakub zakopuje idole pod dębem w Sychem – Kopenhaga, Statens Museum for Kunst,
- Józef opowiada sny swoim bliskim (1651) – Düsseldorf, Kunstmuseum,
- Jakub rozpaczający nad zakrwawionymi szatami Józefa (1649) - Warszawa, Pałac Na Wyspie,
- Młoda kobieta w oknie – Paryż, Luwr,
- Namaszczenie Dawida (ok. 1645) – St. Petersburg, Ermitaż,
- Scena przy zagrodzie chłopskiej (1650) – Kopenhaga, Statens Museum for Kunst,
- Sprzedawca warzyw (1654) – Amsterdam, Rijksmuseum,
- Uczta Estery i Ahaswerusa (ok. 1640) – Kassel, Staatliche Museen,
- Umowa między Jakubem i Labanem – Budapeszt, Muzeum Sztuk Pięknych,
- Zesłanie przepiórek Izraelitom pod Taberą – Sacramento, Crocker Art Museum,